# Humidimètre à grain

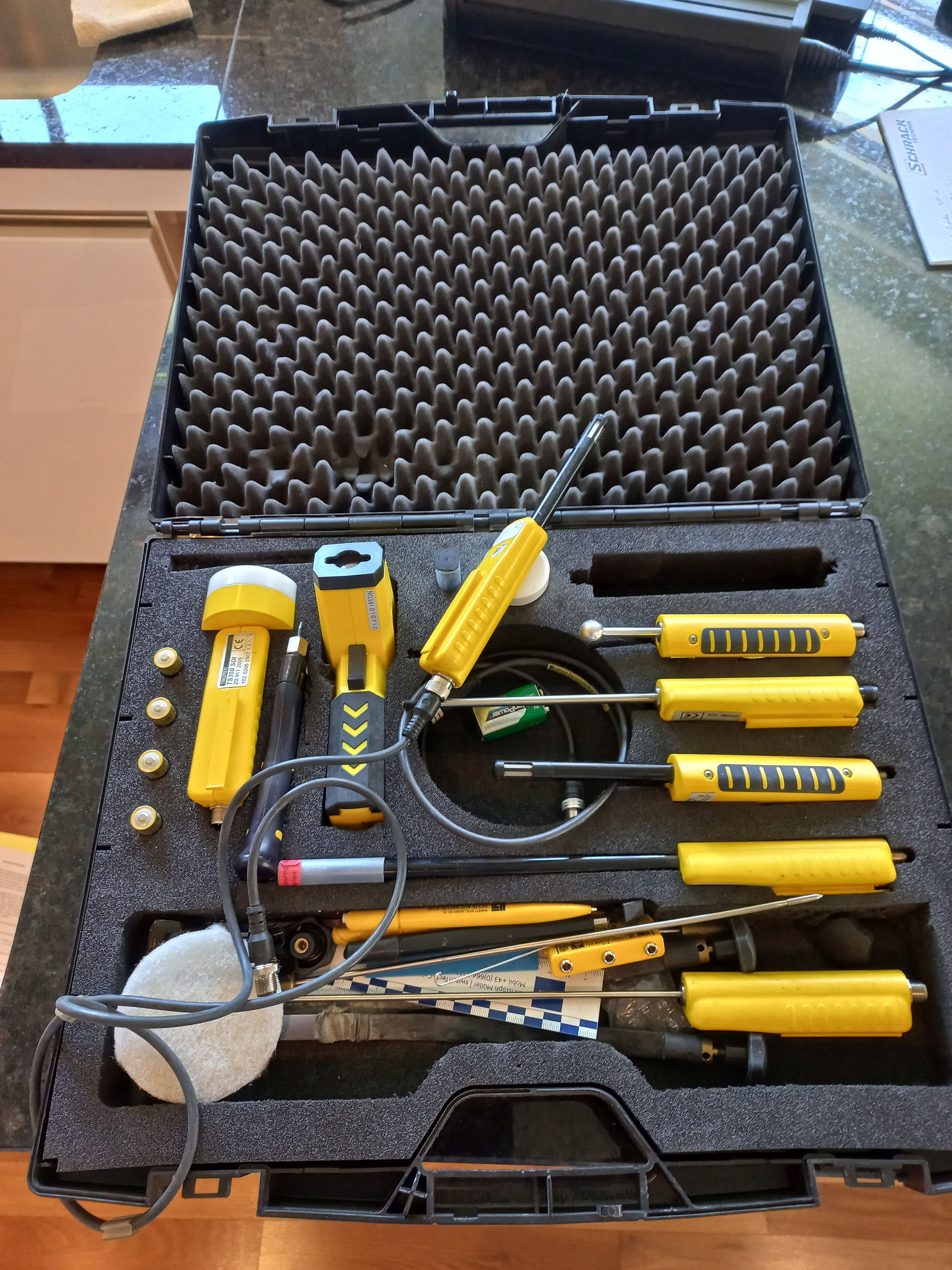
Instrument de marque Trotec

Un humidimètre à grain est un appareil électrique qui sert à mesurer le taux d'humidité dans l'équivalent d'un litre de grain, par le biais d'une mesure de  la conductivité électromagnétique.
Il est utilisé en agriculture pour savoir si le grain est suffisamment sec pour être récolté ou stocké, et si les conditions de stockage sont bonnes.